# 张天涛
张天涛（1921年—1948年10月27日），四川宣汉人。中国人民解放军将领。

## 生平
1933年参加中国工农红军。1935年随红四方面军参加长征。1936年随西路军渡河作战。1937年回到延安。同年底加入中国共产党。后任八路军115师685团宣传队长、苏鲁豫支队21团1营教导员、新四军3师20团参谋长。抗战胜利后随部开赴东北，任东北民主联军六纵四十七团政委、四十六团政委。后升任华中军区副参谋长。1948年10月27日，在大虎山阻击战中，遭受中华民国国军空军空袭中弹身亡。